# Trentepohlia (Trentepohlia) brevisector
Trentepohlia (Trentepohlia) brevisector is een tweevleugelige uit de familie steltmuggen (Limoniidae). De soort komt voor in het Afrotropisch gebied.